# WTA Madrid Open 2000
ПТА Madrid Open 2000 (також відомий під назвою Open de España Villa de Madrid або Trofeo Volkswagen за назвою спонсора) - жіночий професійний тенісний турнір, що проходив на відкритих кортах з ґрунтовим покриттям Club de Campo Villa de Madrid у Мадриді (Іспанія). Належав до турнірів 3-ї категорії в рамках Туру WTA 2000. Відбувсь уп'яте і тривав з 22 до 27 травня 2000 року.

## Очки і призові

### Нарахування очок
| Дисципліна       | П   | F  | SF | QF | 1/8 | 1/16 | Q   | Q2  | Q1  |
| Одиночний розряд | 140 | 98 | 63 | 35 | 18  | 1    | ?   | ?   | ?   |
| Парний розряд    | 140 | 98 | 63 | 35 | 1   | Н/Д  | Н/Д | Н/Д | Н/Д |

### Призові гроші
| Дисципліна       | П       | F       | SF     | QF     | 1/8    | 1/16   | Q   | Q2  | Q1  |
| Одиночний розряд | $27,000 | $13,500 | $6,700 | $3,700 | $2,100 | $1,300 | ?   | ?   | ?   |
| Парний розряд    | $8,000  | $4,450  | $3,000 | $1,500 | $750   | Н/Д    | Н/Д | Н/Д | Н/Д |

## Учасниці основної сітки в одиночному розряді

### Сіяні учасниці
| Країна    | Гравчиня         | Рейтинг1 | Сіяна |
| --------- | ---------------- | -------- | ----- |
| Франція   | Марі П'єрс       | 5        | 1     |
| США       | Емі Фрейзер      | 19       | 2     |
| Японія    | Ай Суґіяма       | 20       | 3     |
| США       | Ліза Реймонд     | 27       | 4     |
| Австрія   | Сільвія Плішке   | 29       | 5     |
| Аргентина | Паола Суарес     | 33       | 6     |
| США       | Крістіна Бранді  | 39       | 7     |
| Іспанія   | Гала Леон Гарсія | 41       | 8     |

1: Рейтинг подано станом на 15 травня 2000.

### Інші учасниці
Нижче наведено учасниць, які отримали вайлд-кард на участь в основній сітці:
- Іва Майолі
- Вірхінія Руано Паскуаль

Нижче наведено гравчинь, які пробились в основну сітку через стадію кваліфікації:
- Лурдес Домінгес Ліно
- Германа ді Натале
- Анабель Медіна Гаррігес
- Хісела Рієра

Як щасливий лузер в основну сітку потрапили такі гравц:
- Саманта Рівз

### Знялись
- Германа ді Натале
- Паола Суарес

## Учасниці основної сітки в парному розряді

### Сіяні пари
| Країна   | Гравчиня                | Країна    | Гравчиня     | Рейтинг1 | Сіяна |
| -------- | ----------------------- | --------- | ------------ | -------- | ----- |
| США      | Ліза Реймонд            | Австралія | Ренне Стаббс | 7        | 1     |
| Словенія | Катарина Среботнік      | Японія    | Ай Суґіяма   | 37       | 2     |
| Іспанія  | Вірхінія Руано Паскуаль | Аргентина | Паола Суарес | 46       | 3     |
| Швеція   | Оса Карлссон            | США       | Кімберлі По  | 62       | 4     |

1: Рейтинг подано станом на 15 травня 2000.

### Інші учасниці
Нижче наведено пари, які отримали вайлдкард на участь в основній сітці:
- Маріан де Свардт /  Мартіна Навратілова

Наведені нижче пари отримали місце як заміна:
- Ана Салас Лозано /  Elena Salvador

### Відмовились від участі
Перед початком турніру
- Паула Гарсія /  Келлі Лігган →її замінила Ана Салас Лозано / Elena Salvador

Під час турніру
- Генрієта Надьова /  Магі Серна
- Вірхінія Руано Паскуаль /  Паола Суарес

## Переможниці та фіналістки

### Одиночний розряд
- Гала Леон Гарсія —  Фабіола Сулуага, 4–6, 6–2, 6–2

### Парний розряд
- Ліза Реймонд /  Ренне Стаббс —  Гала Леон Гарсія /  Марія Санчес Лоренсо, 6–1, 6–3